# Surender Kumar

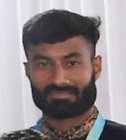
Surender Kumar

Surender Kumar (Karnal, 23 de novembro de 1993) é um jogador de hóquei sobre a grama indiano.

## Carreira
Surender integrou a Seleção Indiana de Hóquei sobre a grama masculino nos Jogos Olímpicos de Verão de 2020 em Tóquio, quando conquistou a medalha de bronze após derrotar a equipe alemã por 5–4.